# Nuthetes destructor

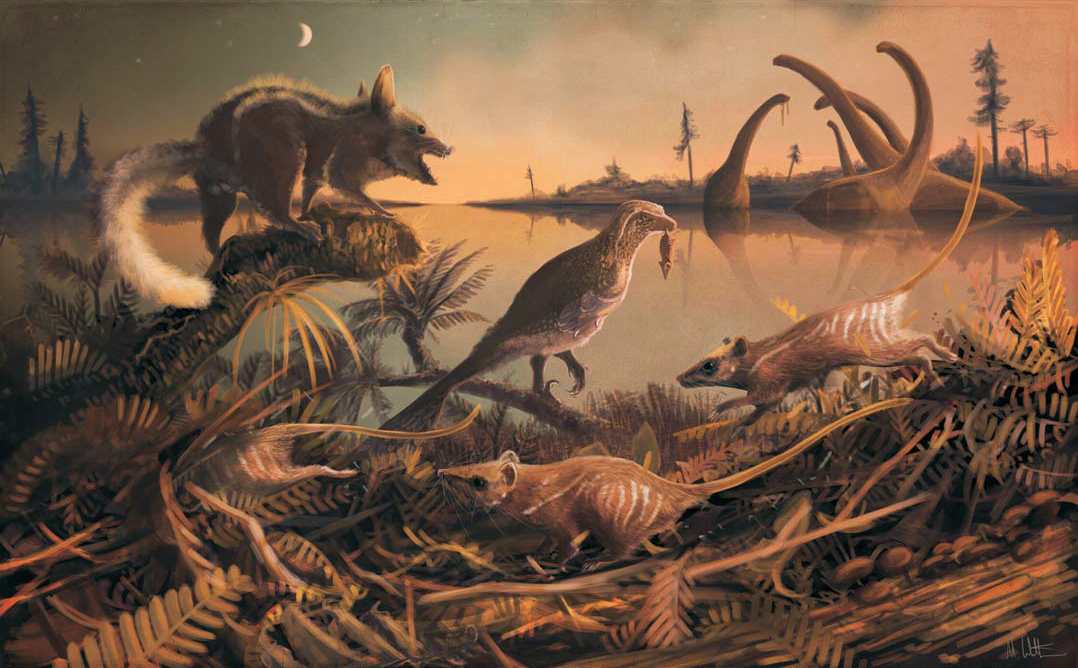
Ricostruzione di Durlstodon (in primo piano a sinistra), Durlstotherium (in primo piano a destra) e Nuthestes (in secondo piano).

Il Nuthetes è un piccolo dinosauro i cui resti fossili sono stati ritrovati nel XIX secolo in Inghilterra, in terreni del Cretaceo inferiore.
Il ritrovamento, basato su ossa frammentarie, fa pensare a un piccolo dinosauro carnivoro, non più lungo di due metri, dalla struttura compatta. Alcune placche ossee fanno pensare che il nutete (Nuthetes destructor) fosse corazzato. I suoi resti, però, sono forse mischiati con quelli di un minuscolo erbivoro, Echinodon, possibile proprietario della corazza. L'identità è dubbia, e forse il Nuthetes era solo un esemplare giovane di un grosso carnivoro già noto.